# Air France (groupe)
Pour les articles homonymes, voir Air France (homonymie).
Air France est un groupe suédois de musique électronique originaire de Göteborg, actif des années 2000 à 2012. Il est composé de Joel Karlsson et Henrik Markstedt.
Son style musical est assimilé aux courants Balearic beat et pop.

## Histoire du groupe
Air France se forme, selon ses propres termes, « quelque part au milieu des années 2000 ». Les deux membres du groupe, Joel Karlsson et Henrik Markstedt, sont tous deux originaires de Göteborg, en Suède.
Leur premier EP, On Trade Winds, attire l'attention à la fin de l'année 2006, notamment grâce au titre Beach Party. Le groupe sort un second EP dans le courant de l'année 2008 avec le label indépendant suédois Sincerely Yours, No Way Down. L'album reçoit l'appellation Best New Music et une note de 8,6/10 par le prestigieux magazine Pitchfork, et son titre principal est classé 168e meilleure chanson des années 2000 ; il est également classé parmi les 50 meilleurs enregistrements de 10 minutes par FACT Magazine.
Ces deux EPs sont par la suite réunis en 2009 en un album unique par le label britannique Rough Trade. Le single It Feels Good To Be Around You est publié en 2011)
Le groupe a également créé divers remixes de titres provenant d'artistes comme Saint-Étienne, Friendly Fires ou Taken by Trees.
Le 26 mars 2012, Air France annonce sur son blog sa dissolution, qu'il explique notamment par ces mots : « Nous n'avons jamais été capables de finir quoi que ce soit, ce n'était jamais suffisamment bon ».

## Discographie

### Singles
- GBG Belongs To Us (2009)
- It Feels Good To Be Around You (2011)

### Remixes
- Saint Étienne - Spring (Air France remix)
- Friendly Fires - Skeleton Boy (Air France remix)
- Taken by Trees - Taken By Sweetness (Air France remix)